# 浜野輝
浜野 輝（はまの てる、1928年 - ）は、日本の翻訳家、H・G・ウェルズの研究家。

## 来歴
東京生まれ。1952年中央大学経済学部卒業。ウェルズを翻訳研究し『解放された世界』の思想が、世界人権宣言と日本国憲法の成立に影響したと唱える。

## 著書
- 『H.G.ウェルズと日本国憲法 種の起源からヒロシマまで』（思索社） 1985.4
- 『日本国憲法と新世界秩序 現代のミッシング・リンクからみる』（龍星出版） 1996.1
- 『生の黙示録 日本国憲法　H.G.ウェルズとルーズヴェルト大統領の往復書簡から』（日本評論社） 2013.5

## 翻訳
- 『現代世界文明の展望 人間の仕事と富と幸福』（H.G.ウェルズ、鹿島研究所出版会） 1967
- 『影のなかのロシア』（H.G.ウェルズ、生松敬三共訳、みすず書房） 1978.8
- 『ザ・ベスト・オブ・H・G・ウエルズ』（サンリオSF文庫） 1981.6
- 『人類の運命 ホモ・サピエンス将来の展望1』（H.G.ウェルズ、思索社） 1983.2
- 『新世界秩序 ホモ・サピエンス将来の展望2』（H.G.ウェルズ、思索社） 1983.3、のち合本版（新思索社） 2006
- 『世界の頭脳 人間回復をめざす教育構想』（H.G.ウェルズ、思索社） 1987.10
- 『人間の権利 われわれはなんのためにたたかうのか』（H.G.ウェルズ、日本評論社） 1987.11
- 『解放された世界（英語版）』（H.G.ウェルズ、岩波文庫） 1997.8

## 参考
- ホモ・サピエンス将来の展望 - H・G・ウェルズ、浜野 輝訳 - 紀伊國屋書店ウェブストア